# Gottfried Wilhelm Leibniz
Gottfried Wilhelm Leibniz, ook als (von) Leibnitz gespeld (Leipzig, 1 juli 1646 – Hannover, 14 november 1716), was een veelzijdige Duitse wiskundige, filosoof, logicus, natuurkundige, historicus, rechtsgeleerde en diplomaat, die wordt beschouwd als een van de grootste denkers van de 17e eeuw. Hij ontwikkelde min of meer gelijktijdig met, maar onafhankelijk van, Isaac Newton een tak van de wiskunde die bekendstaat als de “analyse” (differentiaal- en integraalrekening). Wie van de twee het eerst was met deze belangrijke bijdrage aan de wiskunde, heeft tot een geweldige ruzie geleid tussen beide heren. Leibniz staat te boek als een voorloper van de Aufklärung, de Duitse Verlichting. Van 1691 tot 1716 had Leibniz bovendien een nevenfunctie als bibliothecaris van de Herzog August Bibliothek in Wolfenbüttel.
In de filosofie wordt Leibniz gezien als rationalist. Hij wordt beschouwd als een optimist, vanwege zijn overtuiging dat het heelal waarin wij leven, het beste universum is dat God had kunnen scheppen. Zijn "systeem" is niet alleen maar rationalistisch. Aan de ene kant diep geworteld in de scholastiek, loopt hij aan de andere kant vooruit op latere ontwikkelingen in logica, biologie, geologie, mijnbouwkunde, waarschijnlijkheidsleer, linguïstiek en informatica. Daarnaast schreef hij ook over politiek, recht, ethiek, theologie, geschiedenis en filologie. Zijn bijdragen zijn gespreid over veel publicaties, niet-gepubliceerde manuscripten en vooral tienduizenden brieven. Tot vandaag, driehonderd jaar na zijn dood, bestaat er geen complete editie van Leibniz' geschriften. In Hannover wordt Leibniz herdacht met de naamgeving van de Gottfried Wilhelm Leibniz Universität. 

## Biografie

### Jeugd en studiejaren
Leibniz werd geboren in Leipzig. Zijn vader, Friedrich Leibnütz, was verbonden aan de filosofische faculteit van de universiteit van Leipzig. Leibniz, die zijn naam veranderde van Leibnütz in Leibniz, was nog maar zes toen zijn vader overleed. Maar op die leeftijd had de jonge Gottfried al een passie ontwikkeld voor lezen en studeren. Hij leerde Latijn en studeerde in zijn vaders bibliotheek, die vol stond met Latijnse klassiekers, filosofische en religieuze werken.
In 1661, toen Leibniz 15 was, ging hij naar de universiteit van Leipzig om filosofie te studeren. In de zomer van 1663 maakte hij kennis met elementaire algebra en euclidische meetkunde aan de universiteit van Jena. Hier begon hij zijn ideeën van een universeel 'alfabet van de menselijke gedachten' te ontwikkelen. Hierin probeerde hij menselijke gedachten vorm te geven door middel van een voor iedereen begrijpelijke tekentaal van symbolen.
Hij studeerde af in 1664. Zijn dissertatie voor de graad van doctor in de rechten werd geweigerd. De reden daarvoor was waarschijnlijk zijn leeftijd, maar misschien waren er ook politieke problemen. Hierom verliet hij Leipzig en kreeg hij deze graad op twintigjarige leeftijd aan de universiteit van Altdorf in Neurenberg.

### 1666-1674
Leibniz' eerste baan was er een als een gesalarieerd alchemist in Neurenberg, hoewel hij niets over dit onderwerp wist. Later liet hij zich op ongunstige wijze uit over de uit te voeren experimenten.
Al snel ontmoette hij echter Johann Christian von Boineburg (1622-1672), de toen tijdelijk ontslagen eerste minister van de keurvorst van Mainz, Johann Philipp von Schönborn. Von Boineburg huurde Leibniz in als zijn assistent. Toen hij zich kort daarna verzoende met de keurvorst, introduceerde hij ook Leibniz bij hem. Leibniz wijdde vervolgens een van zijn essays over het recht aan de keurvorst, dit in de hoop zijn kans op werk aan diens hof zo te vergroten. Deze strategie werkte zoals gepland; de keurvorst vroeg Leibniz te assisteren bij de herziening van het wetboek voor het keurvorstendom Mainz. In 1669 werd Leibniz benoemd tot assessor bij het Hof van beroep. Von Boineburg overleed in 1672, maar Leibniz bleef nog tot 1674 in dienst van diens weduwe.
Von Boineburg deed veel om de reputatie van Leibniz te bevorderen. De nota's en brieven van Leibniz vielen op en stelden hem in een gunstig daglicht. Dit was de opmaat voor een diplomatieke rol. Leibniz publiceerde een essay onder het pseudoniem van een fictieve Poolse edelman, waarin hij zich (overigens tevergeefs) sterk maakte voor de Duitse kandidaat voor de Poolse kroon. De Europese geopolitieke situatie gedurende het volwassen leven van Leibniz werd bepaald door de ambities van Lodewijk XIV van Frankrijk. Deze vorst had serieuze plannen om de grenzen van Frankrijk naar de Rijn te verleggen. De Dertigjarige Oorlog had het Duitstalige deel van Europa deels ontvolkt en sinds 1648 verder gefragmenteerd. Leibniz stelde voor om Duitstalig Europa te beschermen door Lodewijk als volgt af te leiden. Frankrijk zou worden uitgenodigd om Egypte te veroveren als een opstap naar een uiteindelijke verovering van Nederlands-Indië. In ruil zou Frankrijk ermee instemmen om het Duitse rijk en de Nederlanden met rust te laten. Dit plan verkreeg voorzichtige steun van de keurvorst van Mainz. In 1672 verzocht de Franse regering Leibniz naar Parijs te komen voor verdere discussie over het plan, maar het plan werd al snel irrelevant door het uitbreken van de Hollandse Oorlog (1672-1678).
Zo begon Leibniz' Parijse periode. Kort na zijn aankomst ontmoette hij de Hollandse natuur- en wiskundige Christiaan Huygens. Door dit contact en zijn iets latere ervaringen in Engeland kwam hij tot het inzicht dat zijn kennis van de wis- en natuurkunde nog te fragmentarisch was. Met Huygens als mentor begon hij een programma van zelfstudie dat binnen de kortste keren vrucht droeg. Al spoedig bleek hij in staat om een belangrijke bijdrage aan zowel de natuur- als de wiskunde te leveren. In deze periode legde hij de basis voor zijn onafhankelijk van Newton geformuleerde versie van de differentiaal- en integraalrekening.
Ook ontmoette hij in deze periode Nicolas Malebranche en Antoine Arnauld, de toonaangevende Franse filosofen van die tijd, en bestudeerde hij zowel de gepubliceerde als de ongepubliceerde geschriften van René Descartes en Blaise Pascal. Verder raakte hij bevriend met de Duitse wiskundige en porseleinfabrikant Ehrenfried Walther von Tschirnhaus, met wie hij gedurende de rest van diens leven een correspondentie zou onderhouden.

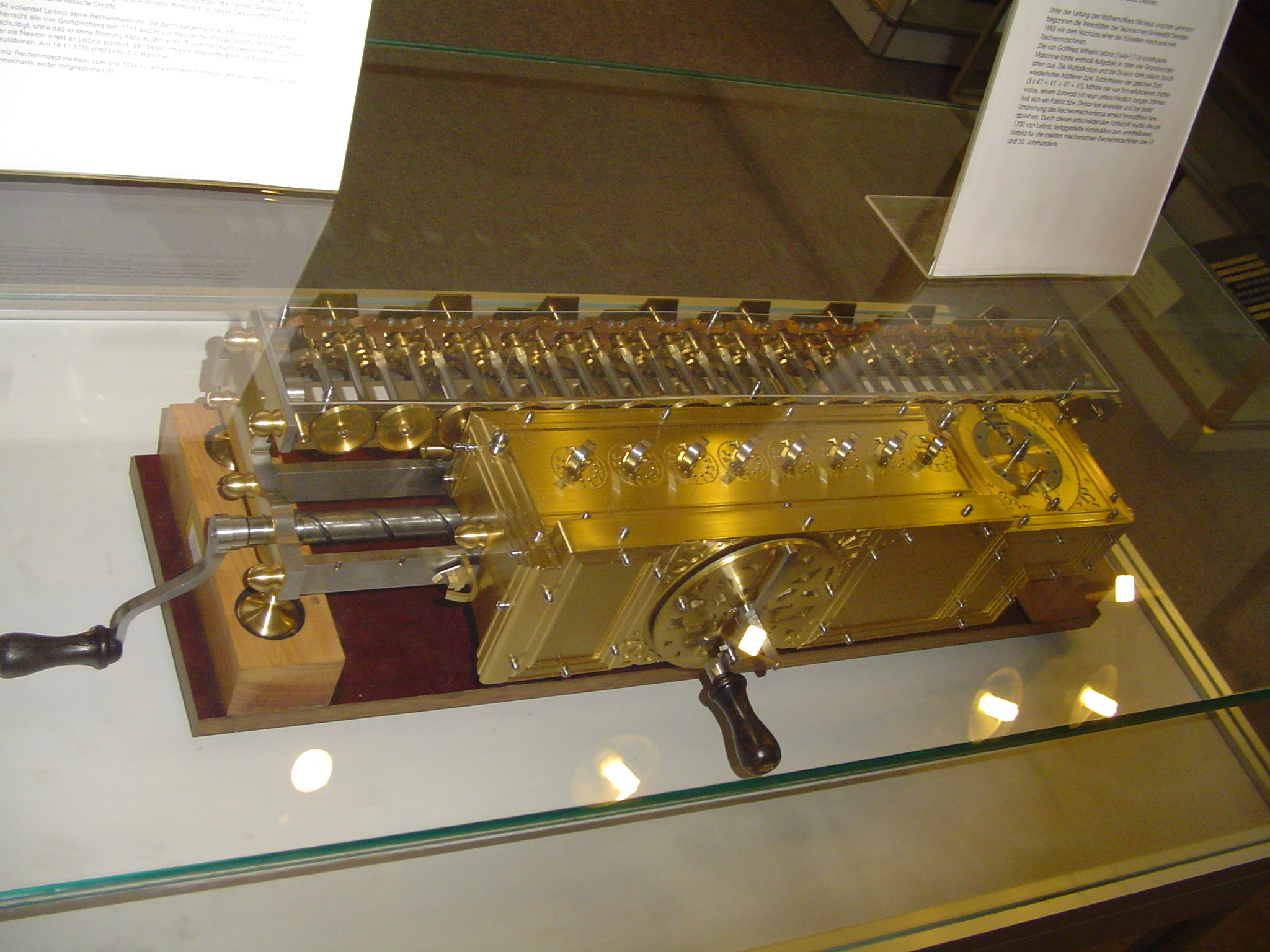
Replica van Leibniz' rekenmachine

Toen het duidelijk werd dat Frankrijk niet van zins was om, zoals Leibniz had voorgesteld, Egypte aan te vallen, zond de keurvorst zijn neef in het begin 1673, begeleid door Leibniz, op een daaraan verwante missie naar de Engelse regering in Londen. Daar kwam Leibniz in contact met Henry Oldenburg en John Collins. Nadat hij zijn rekenmachine, de eerste rekenmachine die alle vier de elementaire rekenkundige bewerkingen aankon, aan de Royal Society had gedemonstreerd, werd hij tot extern lid van de Royal Society gemaakt. (In 1623 had Wilhelm Schickard de eerste mechanische rekenmachine gebouwd; hiermee kon men echter alleen optellen en aftrekken, niet delen en vermenigvuldigen.) De missie eindigde abrupt toen het nieuws bekend werd van de dood van de keurvorst van Mainz. Leibniz ging echter naar Parijs en niet, zoals eerder was gepland, terug naar Mainz.
De plotselinge dood van twee van de beschermheren van Leibniz in dezelfde winter had tot gevolg dat Leibniz een nieuwe basis voor zijn carrière moest vinden. In dit verband bleek een uitnodiging uit 1669 van de hertog van Brunswijk om een bezoek aan Hannover te brengen beslissend. Leibniz bedankte toen voor de uitnodiging, maar begon in 1671 wel een correspondentie met de hertog. In 1673 bood hertog Johan Frederik van Brunswijk-Lüneburg hem een post als adviseur aan, een aanbod dat Leibniz twee jaar later schoorvoetend aanvaardde, nadat hem duidelijk was geworden dat noch een voortgezet verblijf in Parijs, waar hij van intellectuele stimulansen genoot, noch een benoeming aan het Habsburgse keizerlijke hof in Wenen op dat moment mogelijk leek.

### Periode in Hannover
Vanaf 1676 tot aan zijn dood was Leibniz bibliothecaris van Hannover. In dat jaar bezocht hij ook Baruch Spinoza in Den Haag. In 1682 richtte hij samen met Otto Mencke het wetenschappelijke tijdschrift Acta Eruditorum op, dat in die tijd naast het Journal des savants een ruime verspreiding kende. De meeste van zijn artikelen werden dan ook in de Acta Eruditorum gepubliceerd.
Leibniz streefde zijn hele leven naar harmonie op zo veel mogelijk fronten. Behalve zijn monadenleer en zijn tekentaal trachtte hij tevens zo veel mogelijk wetenschappers tot samenwerking te bewegen. Hij was een initiatiefnemer van de stichting van de Pruisische Academie van Wetenschappen en ondernam ook pogingen om alle christelijke kerken nader tot elkaar te brengen.

## Wiskundige resultaten

### Begeleiding door Huygens
In 1672 vertrok Leibniz naar Parijs. Toen was zijn wiskundige kennis beperkt tot die van het Oude Griekenland. Christiaan Huygens begeleidde Leibniz in zijn studies en vertelde hem welke eigentijdse problemen hij moest bestuderen. Hij verkreeg ongepubliceerde manuscripten van Blaise Pascal en van René Descartes. Huygens vroeg hem de som {\displaystyle S} van de omgekeerde driehoeksgetallen uit te rekenen. Leibniz loste het probleem op door de reeks door twee te delen:
{\displaystyle {\tfrac {1}{2}}S=\sum _{n=1}^{\infty }{\frac {1}{n(n+1)}}}
Hij zag dat dit gelijk was aan
{\displaystyle {\tfrac {1}{2}}S=\sum _{n=1}^{\infty }\left({\frac {1}{n}}-{\frac {1}{n+1}}\right)=(1-{\tfrac {1}{2}})+({\tfrac {1}{2}}-{\tfrac {1}{3}})+({\tfrac {1}{3}}-{\tfrac {1}{4}})+\ldots =1}
wat tegenwoordig een telescoopsom genoemd wordt. Leibniz concludeerde dat {\displaystyle S=2}.
Leibniz werd handig in het berekenen van oneindige sommen met zijn harmonische driehoek. Dit geeft zijn interesse in sommen en verschillen aan, die hij later bij de ontwikkeling van de differentiaalrekening zou gebruiken.

### Convergentiecriterium
Leibniz vond het naar hem genoemde Leibniz-criterium voor de convergentie van oneindige alternerende rijen. Hieruit volgt in het bijzonder de convergentie van de zogenaamde Leibniz-rij

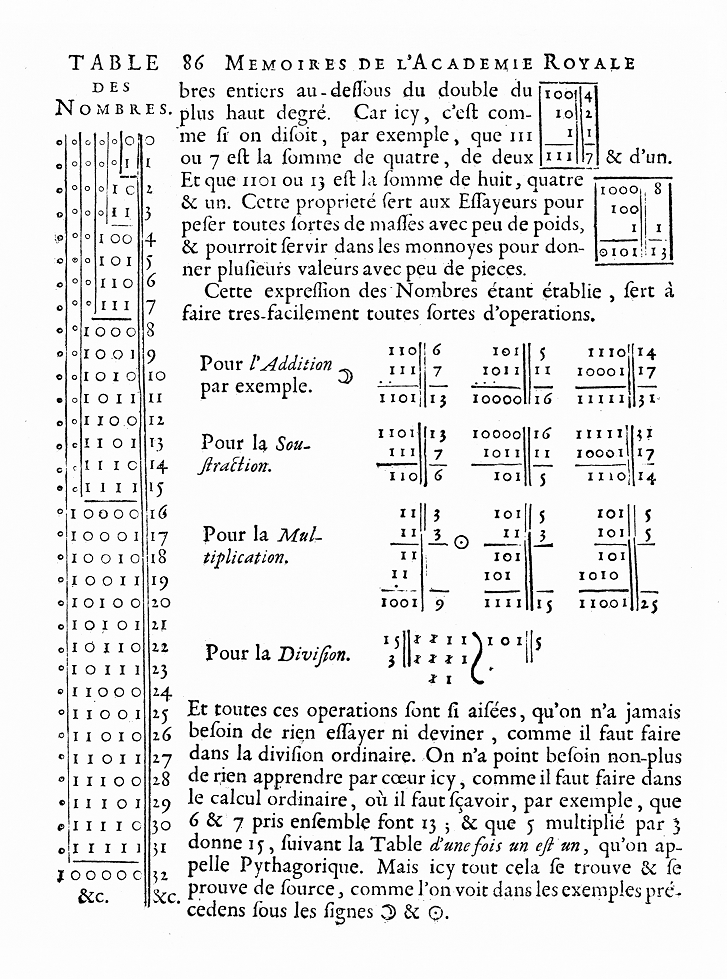
Pagina uit Leibniz' artikel over binair getalstelsel, 1703

{\displaystyle \sum _{n=0}^{\infty }{\frac {(-1)^{n}}{2n+1}}=1-{\frac {1}{3}}+{\frac {1}{5}}-\dots },
waarvan de som {\displaystyle {\frac {\pi }{4}}} is.

### Formule van Leibniz
Leibniz ontwikkelde in 1674 de onderstaande formule om het getal pi ({\displaystyle {\pi }}) te benaderen of uit te rekenen.
{\displaystyle {\frac {\pi }{4}}=\arctan(1)=\sum _{n=0}^{\infty }{\frac {(-1)^{n}}{2n+1}}={\frac {1}{1}}-{\frac {1}{3}}+{\frac {1}{5}}-{\frac {1}{7}}+\cdots }

### Integraalregel
De integraalregel van Leibniz geeft een uitdrukking voor de afgeleide van een bepaalde integraal waarvan de integratiegrenzen functies zijn van de variabele waarnaar wordt afgeleid.
{\displaystyle {\frac {\partial }{\partial z}}\int _{a(z)}^{b(z)}f(x,z)dx=\int _{a(z)}^{b(z)}{\frac {\partial f}{\partial z}}(x,z)dx+f(b(z),z)b'(z)-f(a(z),z)a'(z).}

### Binair getalstelsel
Leibniz ontwikkelde ook het binaire getalstelsel met de cijfers 0 en 1, dat voor de moderne informatietechnologie van fundamentele betekenis is.

### Rekenmachine
In 1672 bouwde Leibniz een rekenmachine die kon vermenigvuldigen, delen en worteltrekken. Deze maakte gebruik van de traprekenaar (Leibniz-Wiel). Zijn methode voor mechanisch vermenigvuldigen hield tweehonderd jaar stand. Het is de vraag of Leibniz' oorspronkelijke machine foutloos werkte, gezien de grote fijnmechanische problemen.

### Logica
Leibniz is de grondlegger van het logische formalisme. Hij kende als geen ander de effectiviteit van de wiskunde en hij probeerde een manier te vinden om wiskundige methodiek te gebruiken bij het beslechten van conflicten.
Hij vatte een redenering of argumentatie op als een berekening. Hij ontwierp een objectieve symbolische taal waarin je een redenering kon opzetten. De gewone natuurlijke taal was ongeschikt omdat deze niet exact is en onderhevig is aan subjectieve interpretatie. Hierdoor is het ook vaak zelf de oorzaak van het conflict. Een objectieve wiskundetaal laat het toe om rekenregels te ontwerpen waarmee het mogelijk is het gelijk of ongelijk van een argumentatie te berekenen.
Leibniz' ideeën waren heel vooruitstrevend voor zijn tijd maar zijn logische formalisme was nog verre van compleet. Pas een kleine tweehonderd jaar later ontwierp George Boole het eerste volledige logische formalisme voor de propositielogica.

### Analyse

#### Ontwikkeling
In 1673 bezocht Leibniz Londen. Hij bracht zijn model voor een rekenmachine mee. Hij werd gekozen als lid van de Royal Society, waar Newton vooraanstaand lid van was. Hij zag een aantal van Newtons manuscripten in en was erg onder de indruk. Later zou dit voor de Engelsen een reden vormen om Leibniz van plagiaat te beschuldigen. Het is mogelijk dat hij Newtons De Analysi gezien heeft, maar het is onwaarschijnlijk dat Leibniz hier veel aan heeft gehad, vanwege zijn gebrekkige kennis van de meetkunde en de analyse. Hij sprak een aantal belangrijke personen, zoals Robert Boyle, Robert Hooke en John Pell. Pell wees Leibniz op zijn gebrekkige wiskundige kennis.
Leibniz ging terug naar Parijs om de hogere meetkunde te bestuderen met hulp van Huygens. Nog in 1673 ontwikkelde hij zijn algemene methode om hellingen te berekenen. De drie volgende jaren maakte Leibniz een enorme wiskundige ontwikkeling door en ontdekte hij de fundamentele principes van de calculus.
Leibniz' resultaten op het gebied van sommen en verschillen waren niet nieuw. Omdat veel van zijn kennis door zelfstudie was verkregen, herontdekte hij vaak reeds bestaande wiskunde. Het originele van Leibniz was, dat hij sommen en verschillen in de meetkunde bij krommen onderzocht. Een kromme legde hij uit als een veelhoek met oneindig veel zijden.
De verschillen werden nu oneindig klein: de zogenaamde differentialen. Voor het verschil gebruikte hij het symbool {\displaystyle \mathrm {d} } (van differentia) en voor de som het symbool {\displaystyle \int } dat een gotische S (van summa) voorstelt. Analoog aan de discrete sommen volgt dat
{\displaystyle \int \mathrm {d} y=y}
Maar een oneindige sommatie van eindige termen {\displaystyle \int y} kan heel goed oneindig zijn. Daarom vermenigvuldigde Leibniz {\displaystyle y} met {\displaystyle \mathrm {d} x}. Hij verkreeg zo de oneindig kleine oppervlakte {\displaystyle y\mathrm {d} x}, die wel weer gewoon geïntegreerd kan worden. Merk op dat Leibniz in staat was {\displaystyle \mathrm {d} x}, {\displaystyle \mathrm {d} y} of de 'zijde van de veelhoek' {\displaystyle \mathrm {d} s} constant te kiezen. Leibniz ontwikkelde de calculus vanuit het idee dat som en verschil tegengestelde operaties zijn. Daarom is de geldigheid van de hoofdstelling van de integraalrekening volgens hem 'evident' - daar is het allemaal mee begonnen. Net als Newton was Leibniz meer geïnteresseerd in het oplossen van differentiaalvergelijkingen dan in het vinden van oppervlakten.

#### Publicatie
Leibniz was ongerust over zijn gebruik van infinitesimalen. Omdat dit begrip niet goed gedefinieerd was, wist hij dat het veel kritiek op zou roepen. Daarom voerde hij in de eerste publicatie van de calculus {\displaystyle \mathrm {d} x} in als een willekeurig eindig lijnstuk. Hij publiceerde dit artikel in 1684 in de Acta Eruditorum, een wetenschappelijk tijdschrift dat hij zelf had opgericht. Het draagt de lange titel Nova Methodus pro Maximis et Minimis, itemque tangentibus, qua nec fractas, nec irrationales quantitates moratur, et singulare pro illi calculi genus. (= Nieuwe methode voor maxima, minima en raaklijnen die niet gehinderd wordt door breuken of irrationale grootheden en een bijzondere rekenmethode daarvoor.)
Leibniz begon met het definiëren van de gebruikte symbolen. {\displaystyle \mathrm {d} x} en {\displaystyle \mathrm {d} v} zijn lijnsegmenten die dezelfde verhouding hebben als {\displaystyle x} en {\displaystyle v}. Leibniz beweerde niet dat deze grootheden infinitesimaal zijn. Vervolgens gaf hij een aantal regels van de calculus, waaronder de productregel en de quotiëntregel. Hij legde uit wat het inhoudt als {\displaystyle \mathrm {d} x} nul of oneindig is, en wat de tweede afgeleide {\displaystyle \mathrm {d} \mathrm {d} x} voorstelt. Hierna stelde Leibniz dat
{\displaystyle \mathrm {d} x^{a}=ax^{a-1}\,\mathrm {d} x}
als {\displaystyle a} constant wordt gekozen. Hij gaf voorbeelden van deze regel met onder meer gebroken en negatieve exponenten en concludeerde:
Met het algoritme van deze calculus - die men differentiaalrekening mag noemen - kunnen alle differentiaalvergelijkingen volgens dezelfde methode worden opgelost.
Dit bleek te optimistisch. Vervolgens legde hij uit dat zijn methode bijzonder gemakkelijk is en algemener dan andere methoden. Leibniz introduceerde de term transcendentaal. Hij liet zien dat een kromme kan worden opgevat als een veelhoek van oneindig veel zijden. De zijden zijn dan de differentialen {\displaystyle \mathrm {d} v}. Hij introduceerde zijn notatie "{\displaystyle \,\cdot \,}" voor vermenigvuldiging, die nog steeds veel gebruikt wordt. Verder toonde hij in dit artikel hoe hij met zijn methode de formule kon afleiden voor de breking van licht.
Leibniz presenteerde het artikel op een opmerkelijke manier, die nu niet meer acceptabel zou zijn in een wetenschappelijke publicatie. Aan het begin gaf hij een lijst met regels voor zijn differentiaalrekening. Hij bewees geen van deze regels, omdat hij zijn gebruik van infinitesimalen niet kon rechtvaardigen. In plaats daarvan gaf hij een aantal voorbeelden om te laten zien dat zijn methode prettig en gemakkelijk werkt. Hij 'verkocht' zijn nieuwe techniek door lastige problemen op te lossen. Pas in de 19e eeuw, nadat de toepasbaarheid in de natuurkunde al ruimschoots aangetoond was, zou de calculus streng gedefinieerd worden, met name door de Duitse wiskundige Karl Weierstrass.

## Filosoof

### Monaden

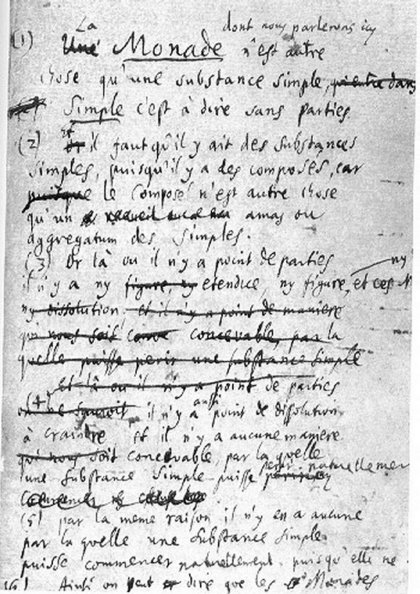
Handschrift van Leibniz van de Monadologie.

Zijn leven lang zocht Leibniz naar een allesomvattende synthese voor wetenschap en filosofie. In 1714 publiceerde hij zijn werk Monadologie, waarin hij stelde dat alles bestaat uit ontelbare eenheden of krachtpunten van verschillende bewustzijnsgraad die hij monaden noemde, de individuele eigenschappen die het verleden, heden en toekomst van elk ding zouden bepalen. Hoewel de monaden onafhankelijk van elkaar waren, was hun interactie voorspelbaar. Voor hem betekende dat het christelijk geloof en de wetenschappelijke redenering niet met elkaar in tegenspraak hoeven te zijn. Hij ging uit van een tevoren door God vastgelegde orde (van de monaden) en gaf dit principe de naam harmonia praestabilita, waarmee zou zijn aangetoond dat de wereld zoals die is de best mogelijke van alle werelden is. Deze visie werd later op de korrel genomen door Voltaire in zijn roman Candide ou l'optimisme.

### Opvattingen over China
In de laatste decennia van de zeventiende eeuw vonden bij de intellectuele elite in met name in Duitsland en Frankrijk debatten plaats over China. Dat was naar aanleiding van de publicaties van de missie van de jezuïeten in China. Van al zijn tijdgenoten heeft Leibniz het meest over dit onderwerp geschreven. In 1710 ontving hij een brief van Joachim Bouvet. Bouvet was de leidende figuur in China onder de jezuïeten van de beweging van het figurisme, een methode van interpretatie van de Dertien Klassieken, een verzameling Chinese geschriften die gezamenlijk de canon van het Confucianisme vormen. In de brief stelde Bouvet, dat hij het binair getalstelsel van Leibniz gevonden had in de 64 hexagrammen van het Boek der Veranderingen.
De 64 hexagrammen van dit werk waren geordend in een mathematisch exacte sequentie, waarbij iedere lijn een lange of twee korte slagen bevatte. Hierna begon Leibniz een uitgebreide correspondentie met jezuïeten in China. Hij steunde hen in de Ritenstrijd omtrent de vraag over het wel of niet kunnen accommoderen van Chinese riten in de uitoefening van het christelijk geloof daar. In 1699 verscheen zijn belangrijkste werk over dit onderwerp de Novissima Sinica. Hij zag overeenkomsten tussen de Chinese filosofie en zijn eigen opvattingen en pleitte voor een verdere uitwisseling van kennis tussen Europese en Chinese filosofen, die zou leiden tot een beter begrip van de Schepping. Hij stelde voor om de Chinese natuurlijke religie in Europa te prediken. Leibniz beschouwde China als superieur in zowel de praktische filosofie als moreel onderricht.

## Natuurkunde
Leibniz uitte kritiek op de mechanica van Newton, omdat daarin de absolute ruimte van Aristoteles behouden was. Leibniz hing een relativiteitsbegrip aan, waarin posities betrekkelijk zijn. Pas aan het eind van de 19e eeuw keerde deze discussie terug naar aanleiding van de Maxwell-theorie, die uitmondde in de relativiteitstheorieën van Einstein.

## Receptie
De reputatie van Leibniz vertoonde in de loop der tijden sterke schommelingen. Zijn toewijding aan de metafysica maakt zijn werk kwetsbaar voor wisselende filosofische modegolven, maar ook de versplintering van zijn gepubliceerde nalatenschap bemoeilijkte het de volgende generaties een goed overzicht te krijgen van zijn gedachtegoed. De Discours de métaphysique, oorspronkelijk uit 1686, raakte pas in het midden van de 19de eeuw volledig gepubliceerd.
In Frankrijk namen velen Leibniz zijn kritiek op Descartes kwalijk. Zijn bijdragen aan positieve wetenschap en wiskunde werden er van bij het begin gesmaakt, maar zijn metafysica moest het ontgelden. In Engeland werd het debat verder verzuurd door het conflict met Newton; met name John Locke en Samuel Clarke uitten zich als zijn intellectuele tegenstanders. Van Voltaire is vooral de Leibniz-satire Candide bekend, maar hij heeft ook felle kritiek geuit op het monadisme.
De postume publicatie van Nouveaux essais sur l'entendement humain (1765) vestigde Leibniz' reputatie als epistemoloog en vormde een belangrijke invloed voor de Kritiek van de zuivere rede van Immanuel Kant. Overigens was Kant het grondig oneens met vele andere aspecten van de filosofie van Leibniz.
In 1900 publiceerde Bertrand Russel A Critical Exposition of the Philosophy of Leibniz waarin hij de filosofie van Leibniz een nieuwe, consistente interpretatie gaf als logische theorie. Die interpretatie domineerde het debat over Leibniz in de 20ste eeuw, maar wordt vandaag sceptisch onthaald.

## Publicaties (sel.)

### Wijsbegeerte
- 1673: Confessio philosophi
- 1686: Discours de métaphysique
- 1704: Nouveaux Essais sur l'entendement humain
- 1710: Essais de Théodicée sur la bonté de Dieu, la liberté de l'homme et l'origine du mal (Nederlands: Theodicische essays over de goedheid van God, de vrijheid van de mens en de oorsprong van het kwaad)[6]
- 1714: Principes de la Nature et de la Grace fondés en Raison - Monadologie
- 1720:

### Wiskunde
- 1666: De Arte Combinatoria
- 1684: Nova Methodus pro Maximis et Minimis, itemque tangentibus, qua nec fractas, nec irrationales quantitates moratur, et singulare pro illi calculi genus in de Acta Eruditorum (vertaling in Struik, D.J., 1969. A Source Book in Mathematics, 1200-1800. Harvard Uni. Press: 271-81.
- 1703/1705: Explication de l'Arithmétique Binaire, Memoires de l'Academie Royale[7]

### Natuurkunde
- 1671: Hypothesis Physica Nova

### Taalwetenschap
- 1717: Collectanea etymologica illustrationi linguarum, veteris Celticae, Germanicae, Gallicae, aliarumque inservientia.. Cum praefatione Johannis Georgii Eccardi

### Godsdienst
- 1720: Essais de théodicée, oder Betrachtung der Gütigkeit Gottes, der Freyheit des Menschen und des Ursprungs des Bösen, nebst der durch ihre selbst eigene Gerechtigkeit vertheidigten götlichen Sache, welcher vorgefügt ein Discours von der Übereinstimmung des Glaubens mit der Vernunfft, samt angehängeten Anmerkungen über Mons. Hobbes. Alles in französischer Sprache geschrieben von dem Herrn Baron Von Leibnitz; anitzo aber seiner seiner besondern Fürtreffigkeit wegen in die deutsche Sprache gebracht; dem noch beygefügt dieses hochgelährten Herrn Barons Lebens-Beschreibung

- Bibsys: 90071719
- Biblioteca Nacional de Chile: 000066963
- Biblioteca Nacional de España: XX967786
- Bibliothèque nationale de France: cb11912259r (data)
- Catàleg d'autoritats de noms i títols de Catalunya: 981058521393706706
- CiNii: DA00228483
- Digitale Bibliotheek voor de Nederlandse Letteren: leib013
- Gemeinsame Normdatei: 118571249
- International Standard Name Identifier: 0000 0001 2099 0070
- Library of Congress Control Number: n79081493
- Nationale Bibliotheek van Letland: 000036029
- MusicBrainz: df6939f9-b49b-45b8-9983-728fe32725c9
- Mathematics Genealogy Project: 60985
- Bibliotheek van het Japanse parlement: 00447280
- Nationale Bibliotheek van Tsjechië: jn20000603705
- Nationale bibliotheek van Australië: 36517029
- Nationale Bibliotheek van Israël: 987007264301705171
- Nationale Bibliotheek van Polen: a0000001180513
- Nationale en Universitaire bibliotheek Zagreb: 000025446
- Nederlandse Thesaurus van Auteursnamen: 161767818
- Istituto Centrale per il Catalogo Unico: CFIV021597
- LIBRIS: 217685
- SNAC: w6js9vdv
- Système universitaire de documentation: 027328341
- Trove: 1267606
- Union List of Artist Names: 500228235
- Virtual International Authority File: 9849392
- WorldCat: E39PBJxCxx9XjP7GxJkTmvXrv3